# Batalla de Fort Duquesne
La batalla de Fort Duquesne va ser un enfrontament militar de la Guerra Franco-índia i va tenir lloc el 14 de setembre de 1758. Va ser part de l'expedició de John Forbes, amb la qual l'exèrcit britànic pretenia expulsar els francesos de l'Ohio Country. L'expedició tenia 6.000 homes reclutats a Pennsilvània i Virgínia.

## Antecedents
A Amèrica del Nord el primer atac britànic es va produir el maig de 1754. Però el primer enfrontament que va anar més enllà d'una petita escaramussa es va produir dos mesos després, al juliol, a Fort Necessity. El 1756 els francesos van capturar Fort Oswego i l'any següent Fort William Henry als britànics. Aquesta darrera victòria es va embrutar quan els aliats nadius de França van trencar els termes de la capitulació i van atacar la columna britànica en retirada, que estava sota la guàrdia francesa, matant soldats i fent captius molts homes, dones i nens mentre els francesos es negaren a protegir els seus captius. Els desplegaments navals francesos el 1757 també van defensar amb èxit la fortalesa clau de Louisbourg a l'Illa del Cap Bretó assegurant les aproximacions al Quebec cap al mar. La campanya anglesa de 1758 va aconseguir prendre Louisbourg després que els reforços francesos quedessin bloquejats per la victòria naval britànica a la batalla de Cartagena

## La Batalla de Fort Duquesne

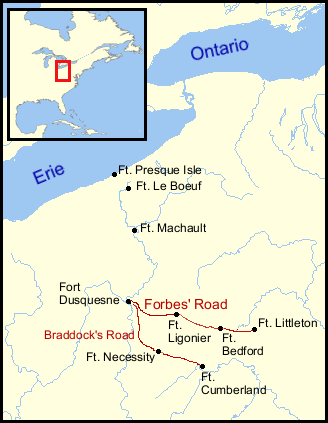
Mapa de l'expedició de Forbes

El 14 de setembre de 1758, el Major James Grant va dirigir 750 homes cap al Fort Duquesne, en una missió de reconeixement nocturna. Aquest grup era l'avançada de l'expedició de Forbes. Durant el reconeixement, Grant va ordenar als gaiters que toquessin els seus instruments mentre s'acostaven al fort. Quan estaven a prop d'aquest, va ordenar que 250 homes preparessin una emboscada, mentre enviava els altres 100 a eliminar les tropes que estiguessin fora del fort. Alarmat pel so de les gaites, el capità francès François-Marie Le Marchand va enviar a 500 homes, la major d'ells aliats nadius a atacar les tropes enemigues.
Els francesos van atacar repetidament l'exèrcit britànic, el qual, sentint-se envoltat, va lluitar desesperadament. Malgrat que els francesos atacaven des del darrere dels arbres i no causaven gaires baixes, cent milicians de Pennsilvània van desertar als pocs moments, deixant enrere a un grup de Virgínia que va lluitar fins que va ser obligat a retirar-se. Grant va ser capturat.

## Conseqüències
Tot i aquesta aclaparadora victòria francesa, que gairebé va aniquilar un regiment sencer de highlanders escocesos, el comandant de Lignery va comprendre que el seu exèrcit, format en gran part per una aliança d'indis, no podria defensar-se del gruix de l'exèrcit de 6.000 homes que s'acostava. Així doncs, els francesos van romandre a Fort Duquesne fins al 26 de novembre, dia en què el van abandonar i van cremar, salpant amb bots pel riu Ohio.
Quan els britànics van arribar al lloc on abans hi havia el fort, es van trobar un paisatge desolador. Els indis havien tallat i empalat el cap de la majoria dels  Highlanders, amb els seus kilts sota els pals.
Els britànics van reconstruir el fort, anomenant-lo Fort Pitt en honor del Primer Ministre William Pitt.